# Еспарцет закавказький
Еспарцет закавказький (Onobrychis transcaucasica Grossh) — багаторічна рослина родини бобових, рослина ярого типу, двоукісна.

## Характеристики
Коренева система: добре розвинена, корені проникають у ґрунт на 3-4 м.  
Висота стебла 60 — 70 см іноді до 150 см, добре облиствена. Листя: складні, непарнопересті, листкові пластинки довгасті, загострені.
Квітки яскраво- і блідо-рожеві, зібрані в щільні китиці.  
Плід: боби напівкруглі.
Насіння: ниркоподібне, блискуче, жовто-зелене.
Вологолюбний, посухостійкий, зимостійкий.

## Опис
Багаторічна рослина родини бобових. (на одному місці росте 3-7 років)
Добре відпростає весною після укосів. Придатний для вирощування у районах із достатньою вологістю ґрунту. Рослина ярого типу.
Може рости на вапняних, кам'янистих ґрунтах і крутих схилах, але віддає перевагу сухим карбонатним чорноземам і темно-каштановим ґрунтам.
Для проростання насіння потребує вологи в 1,5 раза більше за свою масу. Насіння починає проростати при температурі ґрунту 3 — 5 °С. Оптимальною є температура 10 — 12 °С на глибині ґрунту 3 — 4 см. За таких умов сходи з'являються на 7 — 10-й день.
З еспарцету готують сіно, сінаж, зелений корм, використовують його і як пасовищне.
Зелена маса і сіно еспарцету розцінюються як відмінні, багаті поживними речовинами корми для всіх видів тварин. Випасання худоби на еспарцетовуму пасовищі або підгодовування тварин свіжою травою цієї культури сприятливо впливає на їх ріст і продуктивність.
Еспарцет — цінна медоносна культура. З 1 га його посіву одержують 200 кг високоякісного меду.
Вирощування еспарцету є дуже важливим напрямом екологізації і біологізації рослинництва, резервом успішного вирішення проблем як виробництва високоякісних кормів, так і покращення родючості ґрунту.